# Hohensaaten
Hohenfinow es una localidad perteneciente a Bad Freienwalde en el distrito de Barnim, en Brandeburgo (Alemania).
- Datos: Q702816
- Multimedia: Hohensaaten / Q702816

1. ↑  Worldpostalcodes.org, código postal n.º 16248.